# 男爵
男爵（だんしゃく、英: baron）は、爵位の一つである。近代日本で用いられ、子爵の下位に相当する。ヨーロッパ諸国の最下位の貴族称号の日本語にも用いられ、イギリスのbaronの訳にはこの語が用いられる。なお、イギリスには男爵の下位に準男爵という世襲称号があるが、準男爵は貴族ではなく平民である。

## 日本の男爵

### 華族の男爵
1869年（明治2年）6月17日の行政官達543号において公家と武家の最上層である大名家を「皇室の藩屏」として統合した華族身分が誕生した。当初は華族内において序列を付けるような制度は存在しなかったが、当初より等級付けを求める意見があった。様々な華族等級案が提起されたが、最終的には法制局大書記官の尾崎三良と同少書記官の桜井能監が1878年（明治11年）に提案した上記の古代中国の官制に由来する公侯伯子男からなる五爵制が採用された。
1884年（明治17年）5月頃に賞勲局総裁柳原前光らによって各家の叙爵基準となる叙爵内規が定められ、従来の華族（旧華族）に加えて勲功者や臣籍降下した皇族も叙爵対象に加わり、同年7月7日に発せられた華族令により、五爵制に基づく華族制度の運用が開始された。
男爵は華族の最下位の爵位であり、叙爵内規では男爵の叙爵基準について「一新後華族二列セラレタル者 国家二勲功アル者」と定められている。男爵家の数は制度発足時の1884年時には74家（華族家総数509家）であり、76家の伯爵家や324家の子爵家より数が少なかった。しかし日清戦争直後に戦功のあった軍人への大規模な叙爵があり、それによって最初の男爵急増現象が発生し、1896年までに194家（華族家総数689家）に達した。ついで男爵軍人急増への反動で、日清戦争後から日露戦争前の間に官僚、財界人、華族の分家、旧大藩家老家など非軍人男爵の急増現象が発生しており、これにより1902年時に男爵家の数は290家（華族家総数789家）に達していた。ついで日露戦争後に同戦争で戦功をあげた軍人への叙爵が大規模に行われ、再び男爵軍人が急増し、1907年時には376家（華族家総数903家）に達した。この年に男爵家と子爵家の数は並び、1912年以降は男爵家の数が最も多くなった。この後は急増現象は見られず、男爵家の数は1920年時の409家（華族家総数947家）をピークとして1947年時には378家（同889家）に減っていた。
明治19年（1886年）の華族世襲財産法により華族は差押ができない世襲財産を設定できた。世襲財産は土地と公債証書等であり、毎年500円以上の純利益を生ずる財産は宮内大臣が管理する。全ての華族が世襲財産を設定したわけではなく、明治42年時点では世襲財産を設定していた華族はわずかに26%にすぎず、特に男爵は少なく7%しか設定しなかった。
明治40年（1907年）の華族令改正により襲爵のためには相続人が6か月以内に宮内大臣に相続の届け出をすることが必要となり、これによりその期間内に届け出をしないことによって襲爵を放棄することができるようになった。ただしこれ以前にも爵位を返上する事例はあった。
明治45年（1912年）には旧堂上華族保護資金令（皇室令第3号）が制定され、男爵華族恵恤資金恩賜内則により、家計上保護を必要とする男爵に年間300円の援助が行われるようになった。主に奈良華族がこれを受けた。
1947年（昭和22年）5月3日に施行された日本国憲法第14条（法の下の平等）において「華族その他の貴族の制度は、これを認めない。」と定められたことにより男爵位を含めた華族制度は廃止された。

#### 貴族院における男爵議員
1889年（明治22年）の貴族院令により貴族院議員の種別として華族議員が設けられた（ほかに皇族議員と勅任議員がある）。華族議員は公侯爵と伯爵以下で選出方法や待遇が異なり、公侯爵が30歳に達すれば自動的に終身の貴族院議員に列するのに対し、伯爵以下は同爵者の間の連記・記名投票選挙によって当選した者のみが任期7年で貴族院議員となった。この選挙の選挙権は成年、被選挙権は30歳以上だった。選挙と任期が存在する伯爵以下議員は政治的結束を固める必要があり、公侯爵議員より政治的活動が活発だった。また公侯爵議員は無給だったため、貴族院への出席を重んじない者が多かったが、伯爵以下議員は議員歳費が支給されたため、議席を希望する者が多かった。なお議員歳費は当初は800円（+旅費）で、後に3000円に上がっており、かなりの高給である。貧しい家が多い旧公家華族には特に魅力的な金額だったと思われる。
伯爵以下議員はそれぞれの爵位の中で約18パーセントの者が貴族院議員に選出されるよう議席数が配分されており、当初は伯爵議員14人、子爵議員70人、男爵議員20人だったが、それぞれの爵位数の変動（特に男爵の急増）に対応してしばしば貴族院令改正案が議会に提出されては政治論争となった。その最初のものは桂太郎内閣下の1905年に議会に提出された第一次貴族院令改正案（伯爵17人、子爵70人、男爵56人案）だったが、日露戦争の勲功で急増していた男爵の数が反映されていないと男爵議員が反発し、貴族院で1票差で否決。これに対応して桂内閣が1909年に議会に提出した第2次改正案は男爵議員数を63名に増加させるものだったが、その比率は伯爵が5.94名、子爵が5.38名、男爵が6名につき1名が議員という計算だったので「子爵保護法」と批判された。しかしこれ以上男爵議員を増やすと衆貴両院の議員数の均衡が崩れ、また貴族院内の華族議員と勅選議員の数の差が著しくなるとの擁護があり、結局政府原案通り採決された。さらに第一次世界大戦の勲功で男爵位が増加した後の1918年（寺内正毅内閣下）に伯爵20人、子爵・男爵を73名以内とする第三次改正案が議会に提出され、最終的には男爵議員の議席数は64議席だった。
貴族院内には爵位ごとに会派が形成されていた。男爵議員は子爵議員たちが中心となって形成していた最大会派「研究会」に対抗して1919年に「公正会」を結成した。
衆議院議員選挙法に基づき男爵含む有爵者は衆議院議員になることはできなかった。

#### 男爵家の一覧
叙爵内規は男爵の叙爵基準として「一新後華族二列セラレタル者 国家二勲功アル者」と定めており、以下のような人々が男爵位を与えられた。
- 一新後華族二列セラレタル者
  - 明治以降の華族の分家（89家） 明治以降に華族から分家した家が叙爵される場合は「一新後華族二列セラレタル者」の内規に基づき基本的に男爵位が与えられた。ただしごく一部は子爵になっており、また玉里島津家と徳川慶喜家については特例的に公爵に叙された。本家の方で華族の体面を汚さない程度の財産を用意してやれることが分家が華族に列せられる条件だったので裕福ではない旧公家華族や旧小大名華族には分家華族を作るのは難しかった[26]。華族に叙されなかった場合の明治以降の華族の分家は平民となる[14]（士族ではない。士族は江戸時代に武家等だった家に与えられる身分であるため、華族の分家であろうと明治以降に創設された家は平民になる）。つまり華族の次男以下は当初は華族の戸籍に入っている無爵華族であるが（爵位を持つのは戸主のみ）[27]、分家して独立した戸主になる際、華族の体面を汚さない財産を確保できれば分家華族として男爵に叙され、確保できず爵位が認められなければ平民ということである[26][14]。以下の家が分家華族として男爵位を与えられた家である。
浅野養長家（浅野侯爵家分家）、有馬頼多家（有馬伯爵家分家）、伊江家（尚侯爵家分家）、一条家（土佐一条家）（一条公爵家分家）、伊藤文吉家（伊藤公爵家分家）、岩倉具経家（岩倉公爵家分家）[注釈 1]、岩倉具徳家（岩倉公爵家分家）、岩倉道倶家（岩倉公爵家分家）、正親町季董家（正親町伯爵家分家）、大村武純家（大村伯爵家分家）、北小路俊昌家（北小路子爵家分家）、北畠家（久我侯爵家分家）、吉川重吉家（吉川子爵家分家）、九条良致家（九条公爵家分家）、九条良政家（九条公爵家分家）、黒田長和家（黒田侯爵家分家）、久我通保家（久我侯爵家分家）、小早川家（毛利公爵家分家）、酒井忠積家（姫路酒井伯爵家分家）、酒井忠惇家（姫路酒井伯爵家分家）、佐竹義脩家（岩崎佐竹子爵家分家）、真田幸世家（真田伯爵家分家）、澤宣元家（澤伯爵家分家）、三条公輝家（三条公爵家分家）、四条隆平家（四条侯爵家分家）、島津健之助家（佐土原島津伯爵家分家）、島津忠欽家（玉里島津公爵家分家）、島津忠弘家（島津公爵家分家）、島津忠備家（島津公爵家分家）、尚寅家（尚侯爵家分家）、尚順家（尚侯爵家分家）、鷹司信熙家（鷹司公爵家分家）、伊達宗敦家（宇和島伊達侯爵家及び仙台伊達伯爵家分家）、伊達宗倫家（宇和島伊達侯爵家分家）、玉松家（山本子爵家分家）、津軽楢麿家（津軽伯爵家分家）、鶴殿家（九条公爵家分家）、徳川厚家（徳川公爵家分家）、徳川誠家（徳川慶喜公爵家分家）、徳川義恕家（尾張徳川侯爵家分家）、徳大寺則麿家（徳大寺公爵家分家）、長岡護美家（細川侯爵家分家）[注釈 1]、今帰仁家（尚侯爵家分家）、中御門経隆家（中御門侯爵家分家）、鍋島貞次郎家（鍋島侯爵家分家）、二条正麿家（二条公爵家分家）、若王子家（山科伯爵家分家）、東久世秀雄家（東久世伯爵家分家）、東三条家（三条公爵家分家）、坊城俊延家（坊城伯爵家分家）、細川護晃家（細川侯爵家分家）、前田利武家（前田侯爵家分家）、松崎万長家（堤子爵家分家）、松平斉家（津山松平子爵家分家）、松前隆広家（松前子爵家分家）、万里小路正秀家（万里小路伯爵家分家）、毛利五郎家（毛利公爵家分家）、山縣有光家（山縣公爵家分家）、山内豊尹家（山内侯爵家分家）[注釈 1]、鷲尾隆順家（鷲尾伯爵家分家）
    - 奈良華族 - 旧公家の分家で興福寺の僧侶になったが、維新後に勅令で還俗して華族に列していた家は俗称でこう呼ばれた[28]。彼らも明治以降の華族の分家として男爵位を与えられた。旧公家華族自体貧しい家が多かったが、その分家である奈良華族はさらに貧しい家が多く、明治45年に制定された男爵華族救恤資金（年間300円の援助）の対象は主に奈良華族だった[16]。
粟田口家（葉室伯爵家分家）、今園家（芝山子爵家分家）、太秦家（桜井子爵家分家）、梶野家（石井子爵家分家）、河辺家（油小路伯爵家分家）、北大路家（阿野子爵家分家）、北河原家（室町伯爵家分家）、小松家（石井子爵家分家）、相楽家（富小路子爵家分家）、鷺原家（甘露寺伯爵家分家）、鹿園家（三条公爵家分家）、芝小路家（芝山子爵家分家）、芝亭家（裏辻子爵家分家）、杉渓家（山科伯爵家分家）、竹園家（甘露寺伯爵家分家）、長尾家（勧修寺伯爵家分家）、中川家（甘露寺伯爵家分家）、西五辻家（五辻子爵家分家）、藤枝家（飛鳥井伯爵家分家）、藤大路家（堀河子爵家分家）、穂穙家（坊城伯爵家分家）、松林家（上冷泉伯爵家分家）、松園家（二条公爵家分家）、南家（広橋伯爵家分家）、南岩倉家（岩倉公爵家分家）、水谷川家（近衛公爵家分家）

  - 旧地下家だった華族（2家） - 基本的に地下家は士族になっていたが、押小路家と壬生家は地下家の中でも家格が高く、他の地下の官人たちを統括し（それぞれ「大外記、官務」と呼ばれた）、官位も三位まで登る「准公卿」的存在だったため特別に華族に列していた[29]。しかし旧公卿の華族たちとは区別され「一新後華族二列セラレタル者」として男爵に叙された。押小路家と壬生家の華族取り立てを見て自分たちにも資格があると華族取り立て運動を行った旧地下家の士族（藤島家や細川家など）もあったが、結局押小路家と壬生家以外には華族の地位は認められなかった[29]（旧地下家で勲功によって華族になった家はある）。
  - 旧交代寄合だった旧大名華族（6家） - 江戸時代に交代寄合だった家のうち以下の6家は、1868年（慶応4年・明治元年）6月20日から11月20日の間に戊辰戦争で官軍に協力した功績で加増されたり、「高直し」で石高が万石以上になったことを政府に申告して認めてもらったことなどにより大名として立藩して華族に列していた[30][注釈 2]。しかし彼らは江戸時代から大名だった家とは区別されて「一新後華族二列セラレタル者」として男爵位を与えられた。数字は江戸時代の交代寄合としての家禄と立藩した後の藩名と家禄である。
池田家（6000石→播磨福本藩1万573石）[注釈 3]、生駒家（8000石→出羽矢島藩1万5200石）、平野家（5000石→大和田原本藩1万1石）、本堂家（8000石→常陸志筑藩1万110石）、山崎家（5000石→備中成羽藩1万2746石）、山名家（6700石→但馬村岡藩1万1000石）
  - 陪臣だった旧大名華族（7家） - 江戸時代を通じて付家老たちは独立諸侯として認められない立場に不満を持ち続け、その独立意識は旺盛で主家をないがしろにする行動が多かった。幕末の王政復古は彼らにとって独立諸侯となる千載一遇のチャンスであり、また権力基盤が不安定だった新政府にとっても彼らを味方に付ける意味は大きく、利害が一致して慶応4年1月24日に彼らは政府により独立諸侯と認められた（維新立藩。なお、本多副元家（福井藩付家老）は維新立藩されず、遅れて明治12年に華族。）[32][32]。吉川家は付家老ではないが、江戸時代を通じて正式な大名としては扱われず、長州藩主毛利家の家臣として扱われてきたが、王政復古に際して勲功があったので慶応4年3月13日に独立諸侯と認められたという似た経緯があった。ただしこれら旧陪臣系諸侯は旧交代寄合系諸侯と同様、江戸時代から諸侯だった家とは区別されて「一新後華族二列セラレタル者」として男爵位を与えられた（吉川家と成瀬家については維新の功績により1891年に子爵に陞爵）[33]。
安藤家（紀州藩付家老→紀伊田辺藩）、吉川家（長州藩一門→周防岩国藩）[注釈 1]、竹腰家（尾張藩付家老→美濃今尾藩）、中山家（水戸藩付家老→常陸松岡藩）、成瀬家(尾張藩付家老→尾張犬山藩)[注釈 1]、本多家(福井)（福井藩付家老）、水野家（紀州藩付家老→紀伊新宮藩）
- 国家二勲功アル者
  - 旧大藩の藩主一門および家老家。旧大名家の家臣は維新後士族に編入されていたが、『叙爵内規』の前の案である『華族令』案の内規（明治11年・12年ごろ作成）や『授爵規則』（明治12年以降16年ごろ作成）（『爵位発行順序』所収）では旧万石以上陪臣家が男爵に含まれており、旧万石以上陪臣を男爵にする案は華族令制定前からあったことが分かるが、最終的な『叙爵内規』では対象外となったため、華族令制定後も明治後期まで彼らは士族のままだった[34]。しかし明治30年代から旧万石以上陪臣家の叙爵が開始される[35]。彼らの叙爵は概ね日清戦争後から日露戦争前の間に行われた[11]。ただし旧万石以上陪臣家は内規上に規定されているわけではないので全家が叙されたわけではない。華族の体面を汚さない財産、具体的には年間500円以上を生じる財本を所持していることが条件に付されていた[34]。この条件をクリアできず叙爵されなかった旧万石以上陪臣家が13家[注釈 4]存在する[35]。
浅野家(三原)（広島藩一門）、浅野家(東城)（広島藩一門）、荒尾家(米子)（鳥取藩家老）、荒尾家(倉吉)（鳥取藩家老）、有吉家（熊本藩家老）、伊賀家（土佐藩家老）、伊木家（岡山藩家老）、池田家(天城)（岡山藩一門）、池田家(片桐)（岡山藩一門）、池田家(建部)（岡山藩一門）、諫早家（佐賀藩家老）、石河家（尾張藩家老）、稲田家（徳島藩家老）、今枝家（加賀藩家老）、上田家（広島藩家老）、奥村家(宗家)（加賀藩家老）、奥村家(支家)（加賀藩家老）、小原家（大垣藩家老）、賀島家（徳島藩家老）、片倉家（仙台藩家老）、木俣家（彦根藩家老）、国司家（長州藩家老）、黒田家(三奈木)（福岡藩一門）、米田家（熊本藩家老）[注釈 1]、佐竹家(北)（秋田藩一門）、佐竹家(西)（秋田藩一門）、佐竹家(東)（秋田藩家老）、佐竹家(南)（秋田藩一門）、沢村家（熊本藩家老）、宍戸家（長州藩家老）、斯波家（加賀藩家老）、島津家(今和泉)（薩摩藩一門）、島津家(加治木)（薩摩藩一門）、島津家(重富)（薩摩藩一門）、島津家(垂水)（薩摩藩一門）、島津家(日置)（薩摩藩一門）、島津家(都城)（薩摩藩一門）、島津家(宮之城)（薩摩藩一門）、清水家（長州藩家老）、多久家（佐賀藩家老）、伊達家(岩出山・当別)（仙台藩一門）、伊達家(亘理)（仙台藩一門）、種子島家（薩摩藩家老）、長家（加賀藩家老）、藤堂家(名張)（津藩一門）、土倉家（岡山藩家老）、鍋島家(白石)（佐賀藩一門）、鍋島家(武雄)（佐賀藩一門）、南部家（盛岡藩家老）、日置家（岡山藩家老）、深尾家（土佐藩家老）、福原家（長州藩家老）、細川家(刑部)（熊本藩一門）、細川家(内膳)（熊本藩家老）、本多家(加賀)（加賀藩家老）、前田家(対馬守)（加賀藩一門）、前田家(土佐守)（加賀藩一門）、益田家（長州藩家老）、松井家（熊本藩家老）、三浦家（紀州藩家老）、村井家（加賀藩家老）、毛利家(吉敷)（長州藩一門）、毛利家(右田)（長州藩一門）、山内家(南邸)（土佐藩一門）、横山家（加賀藩家老）、渡辺家(半蔵)（尾張藩家老）
  - 忠臣華族（5家） 南朝の功臣の子孫にあたる菊池家（旧交代寄合）、五条家（旧柳川藩士）、名和家（旧柳川藩士）、南部家（旧盛岡藩士）、新田家（旧交代寄合）の5家が先祖の功により「国家ニ勲功アル者」として男爵位が与えられた。後醍醐天皇の忠臣の中でも武勲第一だった楠木正成（大楠公）を出した楠木家は嫡流子孫がはっきりしなかったため華族とはならなかった[36]。なお、久我侯爵家の分家として立てられた北畠男爵家は、建武の元勲である北畠親房の後裔としての再興という性格も持つ。
  - 神職・僧侶華族（18家） 由緒ある神社の神職のうち古い家柄の社家と浄土真宗10派の総本山たる門跡寺院・准門跡寺院の住職を世襲している僧家が先祖の功により「国家ニ勲功アル者」として男爵位を与えられた（東西本願寺の両大谷家は伯爵）。門跡寺院は浄土真宗以外の宗派にも存在するが、浄土真宗のみが華族となったのは真宗だけ世襲でやっていた[注釈 5]からである。華族とは世襲身分なので世襲住職であることは必須だった[37]。
阿蘇家（阿蘇神社神職）、荒木田家（伊勢神宮神職）、到津家（宇佐神宮神職）、小野家（日御碕神社神職）、金子家（物部神社神職）、河辺家（伊勢神宮神職）、紀家（日前・国懸両神宮神職）、北島家（出雲大社神職）、木辺家（浄土真宗木辺派総本山錦織寺住職）、渋谷家（浄土真宗渋谷派総本山仏光寺住職）、千家家（出雲大社神職）、千秋家（熱田神宮神職）、高千穂家（英彦山神社神職）、津守家（住吉大社神職）、常磐井家（浄土真宗高田派総本山専修寺住職）、華園家（浄土真宗興正派総本山興正寺住職）、松木家（伊勢神宮神職）、宮成家（宇佐神宮神職）
  - 実業界（18家） 著名な実業家には経済発展の功により「国家ニ勲功アル者」として男爵位が与えられることがあった[38]。
岩崎弥之助家（1896）、岩崎久弥家（1896）、大倉家（1915）、川崎家（1920叙爵・1946襲爵せず）、鴻池家（1911）、近藤家（1911）、渋沢家（正確には1900年の男爵叙爵は維新の功で1920年の子爵陞爵が経済発展の功[39]）、住友家（1911）、園田家（1918）、団家（1928）、藤田家（1911）、古河家（1915）、三井高棟家（1896）、三井高弘家（1911）、三井高保家（1915）、森岡家（1898）、森村家（1915）、安川家（1920）
  - その他の勲功者
その他政治家・官僚・軍人・学者などに叙爵がみられる[40]。とりわけ日清日露戦争後の軍人の戦功叙爵で男爵が急増している[41]。政治家系の勲功華族は、華族令当初に遅れた場合も、男爵を飛ばして子爵などから叙爵されたケースも多い（桂太郎、陸奥宗光ら）。また特殊な事例として江戸時代に上総請西藩藩主だった林家は戊辰戦争で1万石から300石に減封となり大名の地位を失ったため、華族に列していなかったが、1893年に特旨により男爵に列している[42]。

#### 主な日本の男爵
- 青山胤通 - 東京帝国大学医科大学長
- 伊丹重賢 - 錦鶏間祗候・勲一等瑞宝章
- 渡辺清 - 錦鶏間祗候・勲一等瑞宝章
- 幣原喜重郎 - 第44代内閣総理大臣、第40代衆議院議長、従一位勲一等旭日桐花大綬章
- 橋本綱常 - 陸軍軍医総監、陸軍省医務局長、東京大学教授。医学博士。
- 小池正直 - 陸軍軍医総監、貴族院議員。
- 高木兼寛 - 海軍軍医総監、海軍省医務局長。東京慈恵会医科大学の創設者。脚気の撲滅に尽力し、「麦飯男爵」と呼ばれた。
- 福原実 - 陸軍少将、勲一等瑞宝章・錦鶏間祗候
- 西竹一 - 陸軍大佐、戦車第21連隊長、硫黄島の戦いで戦死。ロサンゼルスオリンピック（1932年）馬術障害飛越競技金メダリスト。「バロン西」と呼ばれ、親しまれた。
- 前田正名 - パルプ会社の前田製紙を設立したほか、阿寒湖畔3,859ha、富士朝霧高原300ha、宮崎200haを所有し、国立公園の設立維持保全に貢献。現在の財団法人前田一歩園財団に至る。
- 村田経芳 - 薩摩藩士、陸軍少将、日本陸軍の最初の国産小銃「村田銃」発明者。
- 藤井包總 - 陸軍中将、陸地測量部長、勲一等旭日大綬章、貴族院議員。
- 本庄繁 - 陸軍大将、侍従武官長、満洲事変当時の関東軍司令官。
- 大角岑生 - 海軍大将、五・一五事件、二・二六事件当時の海軍大臣。
- 北里柴三郎 - 医学者・細菌学者。北里大学の創設者。医療行政や衛生行政の面でも大きな業績を残す。
- 鈴木貫太郎 - 第42代内閣総理大臣、枢密院議長、侍従長、海軍軍令部長、連合艦隊司令長官、海軍大将
- 鮫島具重 - 海軍中将、戦艦長門艦長。
- 大倉喜七郎 - ホテルオークラ創業者
- 滋野清武 - 日本人初のエース・パイロット。第一次世界大戦でフランス陸軍航空隊に所属。「バロン滋野」と呼ばれる。

### 朝鮮貴族の男爵
1910年（明治43年）の朝鮮貴族令（皇室令第14号）により華族制度に準じた朝鮮貴族の制度が創設された。朝鮮貴族にも公侯伯子男の五爵が存在したが、朝鮮貴族の公爵に叙された者は現れず、朝鮮貴族の最上位爵位は侯爵だった。朝鮮貴族の爵位は華族における同爵位と対等の立場にあるが、貴族院議員になる特権がない点が華族と異なった。
朝鮮貴族の爵位は家柄に対してではなく日韓併合における勲功などに対して与えられたものだったが、そうした勲功を上げることができるのは大臣級の政治家や軍人だった者だけであるため、朝鮮王朝の最上位貴族階級だった両班出身者で占められた。
朝鮮貴族の爵位に叙された者は全部で76名であり、うち男爵に叙されたのは45名である。下級朝鮮貴族には反日派も多く、男爵に叙された45名のうち20％にあたる9名が叙爵を拒絶あるいは返却している。著名な者には第二次日韓協約に怒り「乙巳五賊」の処刑を訴え併合後の男爵叙爵に恥辱と憤り自決した金奭鎮（1843-1910）。男爵を返上した後、上海で韓国独立運動に参加し、大韓民国臨時政府要人として活躍した金嘉鎮（1846-1923）。1905年に内閣を組閣したが日本側の乙巳条約締結強要に憤り抵抗して免職となり、併合後は叙爵を拒否して蟄居し、朝鮮教育会の創設に携わった韓圭卨（1856-1930）などがいる。彼らは現代韓国で反日愛国者として高く評価されている。
朝鮮貴族は創始改名しない家が多かった。昭和期には朝鮮貴族の貧窮ぶりが相当なものになっていた。

## 中国の男爵
西周時代に設置された爵について、『礼記』には「王者之制緑爵。公侯伯子男凡五等」とあり、五つある爵の最下級に位置づけている。一方で『孟子』万章下には「天子之卿、受地視侯、大夫受地視伯、元士受地視子男。」とあり、天子を爵の第一とし、子男をひとまとめにしている。『礼記』・『孟子』とともに男、もしくは子男は五十里四方の領地をもつものと定義している。また『春秋公羊伝』には「天子は三公を公と称し、王者之後は公と称し、其の余大国は侯と称し、小国は伯・子・男を称す」という三等爵制が記述されている。金文史料が検討されるようになって傅期年、郭沫若、楊樹達といった研究者は五等爵制度は当時存在せず、後世によって創出されたものと見るようになった。王世民が金文史料を検討した際には公侯伯には一定の規則が存在したが、子男については実態ははっきりしないと述べている。貝塚茂樹は『春秋左氏伝』を検討し、五等爵は春秋時代末期には存在していたとしたが、体系化された制度としての五等爵制度が確立していたとは言えないと見ている。
漢代においては二十等爵制が敷かれ、「男」の爵位は存在しなかった。魏の咸熙元年（264年）、爵制が改革され、男の爵位が復活した。食邑は四百戸、四十里四方の土地が与えられることとなっている。その後西晋および東晋でも爵位は存続している。
南北朝時代においても晋の制度に近い叙爵が行われている。隋においては国王・郡王・国公・県公・侯・伯・子・男の爵が置かれ、唐においては王・開国国公・開国郡公・開国県公・開国侯・開国伯・開国子・開国男の爵位が置かれた。

### 主要な中国の男爵
昭公13年には晋による平丘の会が開かれ、鄭の君主も招かれた。鄭の君主は本来は「伯」であったが、本来下位にある許と同列の「男」を称して覇者に対する貢納の負担を免れようとした。

## イギリスの男爵

イギリス男爵の紋章の冠

男爵と訳される貴族称号を英語ではバロン（baron）という。バロンの女性形はバロネス（baroness）で、イギリスの制度では男爵の妻（男爵夫人）や男爵の爵位をもつ女性（女男爵）に用いる。
イングランドでは13世紀頃までbaronという言葉は、貴族称号ではなく直属受封者（国王から直接に封土を受ける臣下）を意味する言葉だった。そのためその数は非常に多かったが、13世紀から14世紀にかけて大baronのみを貴族とし、小baronは騎士層として区別するようになりはじめ、baronという言葉も国王から議会招集令状を受けてイングランド議会に出席し、それによって貴族領と認められた所領を所有する貴族を意味するようになっていった。
さらにヨーロッパ大陸から輸入された公爵（duke）、侯爵（marquess）、子爵（viscount）が貴族領の有無・大小と関わりなく国王勅許状（letters patent）によって与えられる貴族称号として登場してくると、baronも所領保有の有無にかかわらず勅許状によって与えられる最下位の貴族称号（「男爵」と訳される性質のもの）へと変化した。勅許状による称号としての男爵（baron）位を最初に受けたのは1387年にキッダーミンスター男爵（Baron of Kidderminster）に叙されたジョン・ド・ビーチャムである。
スコットランド貴族では、ロード・オブ・パーラメント（議会の卿）がイングランドにおける男爵位に相当する。スコットランドにおいてはbaronという言葉はずっと直属受封者の意味であり続け、国王から貴族称号をもらっていない地主を含んだ。ジェームズ1世の治世下の1428年に小baronはスコットランド議会に招集されなくなり、同じ頃から裕福なbaronがロード・オブ・パーラメントに叙されて議席を持つようになったのがその始まりである。
1958年の一代貴族法によって制定された一代貴族は、全員が男爵位である。ただしその男爵位は世襲できない。
イギリスでは男爵を通常「Baron ○○（○○男爵）」とは呼ばず、「Lord ○○（○○卿）」と呼ぶが（子爵、伯爵、侯爵も同様に称することができるが、男爵はそれ以上に多くそう呼ばれる）、これはbaronがもともと直接受封者を意味する言葉だったことによる。その「○○」は家名（姓・名字）ではなく爵位名である。例えばアシュバートン男爵の現当主は第8代アシュバートン男爵マーク・ベアリングであるが、家名はベアリング家なのである。ただしロスチャイルド男爵ロスチャイルド家のように、爵位名と家名が同一である例も少なくはない。
また、日本の華族と違い、欧州貴族は同一人が複数の爵位を持つ場合が多い。その場合、所持する爵位のうち最高位のものを名乗り、他は「従属爵位」とされる。男爵の場合当てはまらないが、嫡男（法定推定相続人）が従属爵位のうち一つを儀礼称号として名乗る。
男爵の妻はLady（レディ）を冠して呼ばれる。女男爵はBaroness（バロネス）あるいはLadyを冠して呼ばれる。女男爵の夫には何も敬称は冠せられない。男爵の息子および娘はThe Honourable のあとにファーストネーム＋ラストネームをつけて呼ばれる。
なお、貴族には当たらないが男爵より下位の世襲の称号として準男爵位が設けられている。

### 現存する世襲男爵家

#### イングランド貴族
1. ド・ルース男爵 (1264年) マクスウェル家
2. モウブレー男爵 (1283年), セグレイブ男爵 (1295年) ストートン男爵 (1448年) ストートン家
3. ヘイスティングス男爵（英語版） (1295年) アストレイ家
4. フィッツウォルター男爵（英語版） (1295年) プランプター家
5. クリントン男爵 (1299年) フェイン＝トレフューシス家
6. ド・クリフォード男爵（英語版） (1299年) ラッセル家
7. ズーシュ男爵（英語版） (1308年) フランクランド家
8. ウィロビー・ド・アーズビー男爵 (1313年) ヒースコート＝ドラモンド＝ウィロウビー家
9. ストラボギー男爵（英語版） (1318年) ケンワージー家
10. デイカー男爵（英語版） (1321年) ダグラス＝ヒューム家
11. ネイスのダーシー男爵 (1332年) イングラムズ家
12. クロムウェル男爵 (1375年) ベウィッケ＝コプリー家
13. カモイズ男爵（英語版） (1383年) ストーナー家
14. コッドナーのグレイ男爵（英語版） (1397年) コーンウォール＝リー家
15. バークリー男爵（英語版） (1421年) ギーターボック家
16. ラティマー男爵（英語版） (1432年) マネー＝クーツ
17. ダドリー男爵 (1440年) ウォレス家
18. セイ＝シール男爵（英語版） (1447年) ファインズ家
19. バーナーズ男爵 (1455年) カーカム家
20. ハーバート男爵 (1461年) サイフリッド＝ハーバート家
21. ウィロビー・ド・ブルック男爵（英語版） (1491年) ヴァーニー家（英語版）
22. ハロウデンのヴォークス男爵（英語版） (1523年) ギルビー家
23. ブレイ男爵（英語版） (1529年) オーブリー＝フレッチャー家
24. バラ男爵（英語版） (1529年) バラ家
25. ウォートン男爵 (1544年) ロバートソン家
26. ブレッツォのシンジョン男爵（英語版） (1559年) シンジョン家
27. ハワード・ド・ウォルデン男爵 (1597年) チェルニン家
28. ピーター男爵 (1603年) ピーター家
29. ドーマー男爵（英語版） (1615年) ドーマー家
30. テナム男爵（英語版） (1616年) ローパー＝カーゾン家
31. ストレンジ男爵 (1628年) ドラモンド家
32. スタッフォード男爵（英語版） (1640年) フィッツハーバート家
33. バイロン男爵 (1643年) バイロン家
34. ルーカス男爵 (1663年) ディンゴール卿 (1609年、スコットランド) パーマー家
35. アーリントン男爵 (1664年) フォーウッド家
36. チャッドリーのクリフォード男爵（英語版） (1672年) クリフォード家
37. バーナード男爵（英語版） (1698年) ヴェイン家

#### スコットランド貴族
1. フォーブス卿（英語版） (1442年) フォーブス家（英語版）
2. グレイ卿（英語版） (1444年) キャンベル＝グレイ家
3. ソルトーン卿 (1445年) フレイザー家（英語版）
4. シンクレア卿（英語版） (1449年) シンクレア家（英語版）
5. ボースウィック卿（英語版） (1452年) ボースウィック家（英語版）
6. ラヴァト卿 (1464年) フレイザー家
7. センピル卿 (1488年) センピル家（英語版）
8. テレグルズのヘリス卿（英語版） (1490年) マンフォード家
9. エルフィンストン卿（英語版） (1510年)/エルフィンストン男爵（連合王国、1885年） エルフィンストン家（英語版）
10. トーフィッケン卿 (1564年) サンディランズ家（英語版）
11. キンロス卿 (1602年) フリーマン＝グレンヴィル家
12. バーリーのバルフォア卿（英語版） (1607年) ブルース家
13. ネイピア卿 (1627年)/エトリック男爵 (連合王国, 1872年) ネイピア家（英語版）
14. キャメロンのフェアファクス卿 (1627年) フェアファクス家
15. レイ卿 (1628年) マッカイ家（英語版）
16. エリバンク卿（英語版） (1643年) アースキン＝マレー家
17. ベルヘイヴン＝ステントン卿（英語版） (1647年) ハミルトン家（英語版）
18. ロロ卿（英語版） (1651年) ロロ家（英語版）
19. ポルワース卿（英語版） (1690年) ヘプバーン＝スコット家

#### グレートブリテン貴族
1. ミドルトン男爵（英語版） (1712年) ウィロビー家
2. ウォルポール男爵 (1723年) ウォルポール家（英語版）
3. モンソン男爵（英語版） (1728年) モンソン家
4. ボストン男爵（英語版） (1761年) ボテラー家
5. ヴァーノン男爵（英語版） (1762年) ヴァーノン＝ハーコート家
6. ディグビー男爵（英語版） (1765年) ディグビー家
7. ホーク男爵 (1776年) ホーク家
8. ブラウンロー男爵 (1776年) カスト家
9. フォーリー男爵（英語版） (1776年) フォーリー家
10. ディネヴァー男爵（英語版） (1780年) リース家
11. ウィルシンガム男爵（英語版） (1780年) ド・グレイ家
12. バゴット男爵（英語版） (1780年) バゴット家
13. サウサンプトン男爵 (1780年) フィッツロイ家
14. グラントリー男爵（英語版） (1782年) ノートン家
15. ロドニー男爵 (1782年) ロドニー家
16. サマーズ男爵（英語版） (1784年) サマーズ＝コックス家
17. サフィールド男爵（英語版） (1786年) ハーバード＝ハモンド家
18. ケニオン男爵（英語版） (1788年) ティレル＝ケニオン家
19. ブレイブルック男爵（英語版） (1788年) ネヴィル家
20. サーロー男爵（英語版） (1792年) サーロー＝カミング＝ブルース家
21. オークランド男爵 (1793年) イーデン家
22. キャリントン男爵 (1796年) キャリントン家
23. ボルトン男爵（英語版） (1797年) オード＝ポーレット家
24. リルフォード男爵（英語版） (1797年) ポウィス家

#### アイルランド貴族
1. キングセール男爵（英語版） (1340年?) ド・クルシー家
2. ダンセイニ男爵（英語版） (1439年?) プランケット家
3. トリムレストン男爵（英語版） (1462年) バーンウェル家
4. ダンボイン男爵（英語版） (1541年) バトラー家（英語版）
5. ラウス男爵（英語版） (1541年) プランケット家
6. インチクィン男爵 (1543年) オブライエン家
7. ディグビー男爵（英語版） (1620年) ディグビー家
8. カーベリー男爵（英語版） (1715年) エヴァンズ＝フリーク家
9. エイルマー男爵（英語版） (1718年) エイルマー家
10. ファーンハム男爵（英語版） (1756年) マクスウェル家
11. ライル男爵（英語版） (1758年) ライソート家
12. ニューバラ男爵（英語版） (1776年) ウィン家
13. マクドナルド男爵 (1776年) マクドナルド家
14. ケンジントン男爵（英語版） (1776年) エドワーディス家
15. マシー男爵（英語版） (1776年) マシー家
16. マスケリー男爵（英語版） (1781年) ディーン家
17. シェフィールド男爵 (1783年), アルダリーのスタンリー男爵（英語版） (連合王国, 1839年)/エディスベリー男爵（英語版） (連合王国, 1848年) スタンリー家（英語版）
18. キルメイン男爵（英語版） (1789年) ブラウン家
19. ウォーターパーク男爵 (1792年) キャヴェンディッシュ家
20. グレイヴス男爵（英語版） (1794年) グレイヴス家
21. ハンティングフィールド男爵（英語版） (1796年) バンネック家
22. ロスモア男爵（英語版） (1796年) ウェステンラ家
23. ハザム男爵（英語版） (1797年) ハザム家
24. クロフトン男爵（英語版） (1797年) クロフトン家（英語版）
25. フレンチ男爵 (1798年) フレンチ家
26. ヘンリー男爵 (1799年)/ノーティントン男爵 (連合王国,1885年) イーデン家
27. ラングフォード男爵（英語版） (1800年) ローリー＝コンウェイ家
28. ダファリン＝クランボイ男爵 (1800年) ブラックウッド家
29. ヘニカー男爵（英語版） (1800年)/ハーティスミア男爵（英語版） (連合王国,1886年) ヘニカー＝メージャー家
30. ヴェントリー男爵（英語版） (1800年) モリンズ家
31. ダンオーリー男爵（英語版） (1800年) プリティー家
32. クランモリス男爵（英語版） (1800年) ビンガム家
33. アシュタウン男爵 (1800年) トレンチ家
34. レンドルシャム男爵 (1806年) テルソン家
35. カスルメーン男爵 (1812年) ハンコック家
36. デシーズ男爵 (1812年) ベレスフォード家
37. ガーバー男爵 (1818年) カニング家
38. マラハイドのタルボット男爵 (1831年) アランデル家
39. カリュー男爵 (1834年, 連合王国 1838年) コノリー＝カリュー家
40. オランモア＝ブラウン男爵 (1836年)/メレワース男爵 (連合王国, 1926年) ブラウン家
41. ベリュー男爵 (1847年) ベリュー家
42. ファーモイ男爵 (1856年) ロッシュ家
43. ラスドネル男爵 (1868年) マクリントック＝バンバリー家

#### 連合王国貴族
1. エレンバラ男爵 (1802年) ロー家
2. マナーズ男爵（英語版） (1807年) マナーズ家
3. チャーチル男爵(1815年) スペンサー家
4. ハリス男爵（英語版） (1815年) ハリス家
5. レイヴンズワース男爵（英語版） (1821年) リデル家
6. ディラミア男爵 (1821年) チヤムリー家
7. フォレスター男爵（英語版） (1821年) ウェルド＝フォレスター家
8. レイリー男爵 (1821年) ストラット家
9. ギフォード男爵（英語版） (1824年) ギフォード家
10. フェバーシャム男爵（英語版） (1826年) ダンクーム家
11. シーフォード男爵 (1826年) エリス家
12. プランケット男爵 (1827年) プランケット家
13. ヘッツベリー男爵 (1828年) エイコート家
14. スケルマーズデール男爵（英語版） (1828年) ブートル＝ウィルブラハム家
15. ウィンフォード男爵（英語版） (1829年) ベスト家
16. キルマーノック男爵 (1831年) ボイド家（英語版）
17. ポルティモア男爵 (1831年) バンプフィルド家
18. モスティン男爵 (1831年) モスティン家
19. ド・ソーマレズ男爵（英語版） (1831年) ソーマレズ家
20. デンマン男爵(1834年) デンマン家
21. アビンガー男爵（英語版） (1835年) スカーレット家
22. アシュバートン男爵 (1835年) ベアリング家
23. ハザートン男爵（英語版） (1835年) リトルトン家
24. ストラセデン＝キャンベル男爵（英語版） (1836年) キャンベル家
25. ド・モーリー男爵 (1838年) ポンソンビー家
26. ロッテスリー男爵 (1838年) ロッテスリー家
27. サドリー男爵（英語版） (1838年) ハンブリー＝トレーシー家
28. マスーアン男爵（英語版） (1838年) マスーアン＝キャンベル家
29. リー男爵 (1839年) リー家
30. ブランドンのモンティーグル男爵（英語版） (1839年) スプリング＝ライス家
31. コングルトン男爵（英語版） (1841年) パーネル家
32. ヴィヴィアン男爵（英語版） (1841年) ヴィヴィアン家（英語版）
33. ロンデスバラ男爵（英語版） (1850年) デニソン家
34. ド・フレイン男爵（英語版） (1851年) フレンチ家
35. ラグラン男爵 (1852年) サマセット家
36. ベロッパー男爵（英語版） (1856年) ストラット家
37. チェシャム男爵 (1858年) キャヴェンディッシュ家
38. チャーストン男爵（英語版） (1858年) ヤード＝ブラー家
39. ルコンフィールド男爵 (1859年)/エグルモント男爵 (1963年) ウィンダム家
40. ライヴデン男爵（英語版） (1859年) ヴァーノン家
41. ブルーム＝ヴォークス男爵 (1860年) ブルーム家
42. ウェストベリー男爵（英語版） (1861年) ベセル家
43. アナリー男爵（英語版） (1863年) ホワイト家
44. ノースブルック男爵 (1866年) ベアリング家
45. ヒルトン男爵（英語版） (1866年) ジョリフ家
46. ペンリン男爵 (1866年) ダグラス＝ペナント家
47. オニール男爵（英語版） (1868年) チチェスター家
48. マグダラのネイピア男爵 (1868年) ネイピア家
49. ローレンス男爵 (1869年) ローレンス家
50. アクトン男爵 (1869年) ライオン＝ダルバーグ＝アクトン家
51. ウォルヴァートン男爵（英語版） (1869年) グリン家
52. オハーガン男爵（英語版） (1870年) ストレイチー家
53. サンドハースト男爵（英語版） (1871年) マンスフィールド家
54. アバーデア男爵 (1873年) ブルース家
55. モンクリフ男爵（英語版） (1874年) モンクリフ家
56. コールリッジ男爵（英語版） (1874年) コールリッジ家
57. コッテルロー男爵（英語版） (1874年) フレマントル家
58. ハンプトン男爵（英語版） (1874年) パッキントン家（英語版）
59. ハーレック男爵（英語版） (1876年) オームズビー＝ゴア家
60. トルマッシュ男爵（英語版） (1876年) トルマッシュ家（英語版）
61. ジェラルド男爵（英語版） (1876年) ジェラルド家
62. サックヴィル男爵（英語版） (1876年) サックヴィル＝ウェスト家
63. ノートン男爵（英語版） (1878年) アダレイ家
64. トレヴァー男爵（英語版） (1880年) ヒル＝トレヴァー家
65. アムトヒル男爵 (1881年) ラッセル家
66. ダーウェント男爵（英語版） (1881年) ヴァンデン＝ベンデ＝ジョンストン家
67. ホスフィールド男爵（英語版） (1881年) タフトン家
68. テニソン男爵 (1884年) テニソン家
69. ストラスペイ男爵 (1884年) グラント家（英語版）
70. モンク・ブレットン男爵（英語版） (1884年) ドッドソン家
71. ノースボーン男爵（英語版） (1884年) ジェイムズ家
72. ロスチャイルド男爵 (1885年) ロスチャイルド家
73. レヴェルストーク男爵 (1885年) ベアリング家
74. モンクスウェル男爵 (1885年) コリアー家
75. アシュボーン男爵 (1885年) ギブソン家
76. セント・オズヴァルド男爵（英語版） (1885年) ウィン家
77. ボーリューのモンタギュー男爵（英語版） (1885年) ダグラス＝スコット＝モンタギュー家（英語版）
78. ヒンドリップ男爵（英語版） (1886年) オールソップ家
79. グリムソープ男爵（英語版） (1886年) ベケット家
80. ディーエルのハミルトン男爵 (1886年) ハミルトン家
81. セント・レヴァン男爵 (1887年) セント・オービン家
82. ベイジング男爵（英語版） (1887年) スクレーター＝ボース家
83. ド・ラムジー男爵 (1887年) エイルウィン＝フェローズ家
84. アディントン男爵 (1887年) ハバード家
85. サヴィル男爵（英語版） (1888年) ラムリー＝サヴィル家
86. アシュコーム男爵 (1892年) キュービット家
87. クローショー男爵（英語版） (1892年) ブルックス家
88. ハックニーのアマースト男爵 (1892年) セシル家
89. ニュートン男爵 (1892年) リー家（英語版）
90. ダンリース男爵（英語版） (1892年) マルホランド家
91. スウォンジー男爵（英語版） (1893年) ヴィヴィアン家（英語版）
92. ハンズドンのアルデンハム男爵（英語版） (1896年) ギブス家
93. ホルムパトリック男爵（英語版） (1897年) ハミルトン家
94. バートン男爵（英語版） (1897年) ベイリー家
95. グレイナスク男爵（英語版） (1899年) ベイリー家
96. クランワース男爵（英語版） (1899年) ガードン家
97. エイヴベリー男爵 (1900年) ラボック家
98. キラニン男爵 (1900年) モリス家
99. ストラスコーナ・アンド・マウントロイヤル男爵 (1900年) ハワード家
100. キンロス男爵（英語版） (1902年) バルフォア家
101. シャトルワース男爵 (1902年) ケイ＝シャトルワース家
102. グレンフェル男爵（英語版） (1902年) グレンフェル家
103. リーズデール男爵 (1902年) ミットフォード家
104. バーナム男爵（英語版） (1903年) ローソン家
105. ビダルフ男爵（英語版） (1903年) ビダルフ家
106. ダンビーのリッチー男爵（英語版） (1905年) リッチー家
107. ヘムヒル男爵（英語版） (1906年) マーティン＝ヘムヒル家
108. ジョイシー男爵（英語版） (1906年) ジョイシー家
109. ナンバーンホルム男爵（英語版） (1906年) ウィルソン家
110. スウェイスリング男爵 (1907年) モンタギュー家
111. ブライス男爵（英語版） (1907年) ブレイス家
112. マーチャムリー男爵（英語版） (1908年) ホワイトリー家
113. ゴーエル男爵（英語版） (1909年) バーンズ家
114. フィッシャー男爵 (1909年) フィッシャー家
115. キルブラッケン男爵（英語版） (1909年) ゴドリー家
116. ペンズハーストのハーディング男爵 (1910年) ハーディング家
117. ド・ヴィリアーズ男爵（英語版） (1910年) ド・ヴィリアーズ家
118. グレンコナー男爵（英語版） (1911年) テナント家
119. アバーコンウェイ男爵（英語版） (1911年) マクラーレン家
120. マーサー男爵（英語版） (1911年) トレヴァー＝ルイス家
121. ロワーレン男爵（英語版） (1911年) コーベット家
122. ハイドのアシュトン男爵 (1911年) アシュトン家
123. レイブンズデール男爵 (1911年) モズレー家
124. ホレンデン男爵（英語版） (1912年) ホープ＝モーレイ家
125. パーモア男爵（英語版） (1914年) クリップス家
126. カンリフ男爵（英語版） (1914年) カンリフ家
127. レンベリー男爵（英語版） (1915年) バックリー家
128. ファーリンドン男爵（英語版） (1916年) ヘンダーソン家
129. ショーネシー男爵（英語版） (1916年) ショーネシー家
130. ラスクリーダン男爵（英語版） (1916年) ノートン家
131. サマーレイトン男爵（英語版） (1916年) クロスリー家
132. カーノック男爵 (1916年) ニコルソン家（英語版）
133. ビーヴァーブルック男爵 (1917年) エイトケン家
134. ゲインフォード男爵（英語版） (1917年) ピース家（英語版）
135. フォーティヴィオット男爵（英語版） (1917年) デュワー家（英語版）
136. コルウィン男爵 (1917年) ハミルトン＝スミス家
137. ジスバラ男爵（英語版） (1917年) シャロナー家
138. モリス男爵（英語版） (1918年) モリス家
139. カウリー男爵（英語版） (1918年) カウリー家
140. テリントン男爵（英語版） (1918年) ウッドハウス家
141. グレナーサー男爵 (1918年) アーサー家
142. フィリモア男爵（英語版） (1918年) フィリモア家
143. インヴァーフォース男爵（英語版） (1919年) ヴィアー家
144. シンハ男爵（英語版） (1919年) シンハ家
145. カルツのコクラン男爵（英語版） (1919年) コクラン家
146. クルーイド男爵（英語版） (1919年) ロバーツ家
147. リヴァプールのラッセル男爵 (1919年) ラッセル家
148. スウィンフェン男爵 (1919年) スウィンフェン＝イーディ家
149. メストン男爵（英語版） (1919年) メストン家
150. アシュボーンのカレン男爵 (1920年) コケイン家
151. トレヴェシン男爵 (1921年)/オークシー男爵 (1947年) ローレンス家
152. グレンディーネ男爵（英語版） (1922年) ニヴィソン家
153. マントン男爵（英語版） (1922年) ワトソン家
154. フォレス男爵（英語版） (1922年) ウィリアムソン家
155. ヴェスティー男爵（英語版） (1922年) ヴェスティー家
156. ボーウィック男爵 (1922年) ボーウィック家
157. マクレイ男爵（英語版） (1922年) マクレイ家
158. ベセル男爵 (1922年) ベセル家
159. ダーリング男爵（英語版） (1924年) ダーリング家
160. ソウザンのバンベリー男爵（英語版） (1924年) バンベリー家
161. メリベール男爵（英語版） (1925年) デューク家
162. ブラッドベリー男爵（英語版） (1926年) ブラッドベリー家
163. グリーンウェイ男爵（英語版） (1927年) グリーンウェイ家
164. ヘイター男爵（英語版） (1927年) チャブ家
165. コーンウォリス男爵 (1927年) コーンウォリス家
166. デアズベリー男爵（英語版） (1927年) グリーンオール家
167. ラクソール男爵 (1928年) ギブズ家
168. レムナント男爵（英語版） (1928年) レムナント家
169. モイニハン男爵 (1929年) モイニハン家
170. クレイグマイル男爵（英語版） (1929年) ショー家
171. ダルヴァートン男爵（英語版） (1929年) ウィリス家
172. ルーク男爵（英語版） (1929年) ジョンストン家
173. アルビンガム男爵（英語版） (1929年) ヤーバーグ家
174. ベーデン＝パウエル男爵 (1929年) ベーデン＝パウエル家
175. シュールブレードのポンソンビー男爵 (1930年) ポンソンビー家
176. ディキンソン男爵（英語版） (1930年) ディキンソン家
177. ノエル＝バクストン男爵（英語版） (1930年) ノエル＝バクストン家
178. ペンリスのハワード男爵 (1930年) ハワード家
179. ロチェスター男爵 (1931年) ラム家
180. セルズドン男爵 (1932年) ミッチェル＝トムソン家
181. モイン男爵 (1932年) ギネス家
182. デイヴィーズ男爵（英語版） (1932年) デイヴィーズ家
183. ランケイラー男爵（英語版） (1932年) ホープ家
184. ブロケット男爵（英語版） (1933年) ノール＝ケイン家
185. ミルン男爵（英語版） (1933年) ミルン家
186. レネル男爵 (1933年) ロッド家
187. モティストン男爵（英語版） (1933年) シーリー家
188. アイリフ男爵（英語版） (1933年) アイリフ家
189. パーマー男爵 (1933年) パーマー家
190. ロックリー男爵 (1934年) セシル家
191. エルトン男爵 (1934年) エルトン家
192. ウェイクハースト男爵 (1934年) ローダー家
193. ヘスケス男爵（英語版） (1935年) ファーマー・ヘスケス家
194. トウィーズミュア男爵 (1935年) バカン家
195. ウィグラム男爵（英語版） (1935年) ウィグラム家
196. リヴァーデール男爵（英語版） (1935年) バルフォア家
197. メイ男爵（英語版） (1935年) メイ家
198. ケネット男爵（英語版） (1935年) ヤング家
199. ストラスカーロン男爵（英語版） (1936年) マクファーソン家
200. カットー男爵 (1936年) カットー家
201. ウィンドルシャム男爵 (1937年) ヘネシー家
202. マンクロフト男爵 (1937年) マンクロフト家
203. マクゴワン男爵（英語版） (1937年) マクゴワン家（英語版）
204. デナム男爵 (1937年) ボウヤー家
205. リー男爵 (1937年) リー家
206. カドマン男爵（英語版） (1937年) カドマン家
207. ケニルワース男爵（英語版） (1937年) シドレー家
208. ペンダー男爵（英語版） (1937年) デニソン＝ペンダー家
209. ロボロー男爵（英語版） (1938年) ロペス家
210. アペソープのブラッシー男爵（英語版） (1938年) ブラッシー家
211. スタンプ男爵（英語版） (1938年) スタンプ家
212. ビスター男爵（英語版） (1938年) スミス家
213. ミルフォード男爵 (1939年) フィリップス家
214. ハンキー男爵（英語版） (1939年) ハンキー家
215. ハームズワース男爵 (1939年) ハームズワース家
216. ロザーウィック男爵 (1939年) ケイザー家
217. グレントラン男爵（英語版） (1939年) ディクソン家
218. トライオン男爵 (1940年) トライオン家
219. クロフト男爵（英語版） (1940年) クロフト家
220. テヴィオット男爵 (1940年) カー家
221. ネイサン男爵（英語版） (1940年) ネイサン家
222. リース男爵 (1940年) リース家
223. キンダースリー男爵（英語版） (1941年) キンダースリー家
224. アイアンサイド男爵 (1941年) アイアンサイド家
225. レイサム男爵（英語版） (1942年) レイサム家
226. ウェッジウッド男爵（英語版） (1942年) ウェッジウッド家（英語版）
227. ゲッディス男爵 (1942年) ゲッディス家
228. ブランティスフィールド男爵（英語版） (1942年) ウォレンダー家
229. タラのブラバゾン男爵 (1942年) ムーア＝ブラバゾン家
230. キーズ男爵（英語版） (1943年) キーズ家
231. ヘイミングフォード男爵（英語版） (1943年) ハーバート家
232. モラン男爵（英語版） (1943年) ウィルソン家
233. キラーン男爵 (1943年) ランプソン家
234. ダウディング男爵 (1943年) ダウディング家
235. グレットン男爵（英語版） (1944年) グレットン家
236. ウェストウッド男爵（英語版） (1944) ウェストウッド家
237. ヘーズルリッグ男爵（英語版） (1945年) ヘーズルリッグ家
238. ハッキング男爵（英語版） (1945年) ハッキング家
239. チェットウッド男爵（英語版） (1945年) チェットウッド家
240. サンドフォード男爵（英語版） (1945年) エドモンドソン家
241. オルトリナム男爵 (1945年) グリッグ家
242. ブロードブリッジ男爵（英語版） (1945年) ブロードブリッジ家
243. マウントエヴァンズ男爵 (1945年) エヴァンズ家
244. バイカー男爵（英語版） (1945年) リンゼイ家
245. ピアシー男爵（英語版） (1945年) ピアシー家
246. チョーリー男爵（英語版） (1945年) チョーリー家
247. カルバーリー男爵（英語版） (1945年) マフ家
248. テダー男爵（英語版） (1946年) テダー家
249. コルグレイン男爵 (1946年) キャンベル家
250. ダーウェン男爵（英語版） (1946年) デイヴィーズ家
251. チルワースのルーカス男爵 (1946年) ルーカス家
252. シェパード男爵 (1946年) シェパード家
253. ニューオール男爵（英語版） (1946年) ニューオール家
254. ラグビー男爵（英語版） (1947年) マッフィー家
255. レイトン男爵（英語版） (1947年) レイトン家
256. ウィゼンショウウのサイモン男爵（英語版） (1947年) サイモン家
257. カーショウ男爵（英語版） (1947年) カーショウ家
258. トレフガン男爵 (1947年) トレフガン家
259. クローク男爵（英語版） (1947年) クローク家
260. アムウェル男爵（英語版） (1947年) モンタギュー家
261. ミルヴァートン男爵（英語版） (1947年) リチャーズ家
262. クライズミュア男爵 (1948年) コルヴィル家
263. バーデン男爵（英語版） (1950年) バーデン家
264. ヘイデン＝ゲスト男爵 (1950年) ヘイデン＝ゲスト家
265. シルキン男爵 シルキン家（爵位一代放棄中）
266. ハイブス男爵（英語版） (1950年) ハイブス家
267. オグモア男爵（英語版） (1950年) リーズ＝ウィリアムズ家
268. ケンウッドのモリス男爵（英語版） (1950年) モリス家
269. ドルモッチャーのマクファーソン男爵（英語版） (1951年) マクファーソン家
270. ケンズウッド男爵（英語版） (1951年) ホイットフィールド家
271. フレイバーグ男爵 (1951年) フレイバーグ家
272. リーズのミルナー男爵（英語版） (1951年) ミルナー家
273. カークウッド男爵（英語版） (1951年) カークウッド家
274. ワイズ男爵（英語版） (1951年) ワイズ家
275. ジェフリーズ男爵（英語版） (1952年) ジェフリーズ家
276. ラスカヴァン男爵（英語版） (1953年) オニール家
277. ベイルー男爵（英語版） (1953年) ベイルー家
278. グランチェスター男爵 (1953年) スエンソン＝テイラー家
279. コールレーン男爵 (1954年) ロウ家
280. タズバーグのハーヴィー男爵（英語版） (1954年) ハーヴィー家
281. グライドリー男爵（英語版） (1955年) グライドリー家
282. ストラサモンド男爵（英語版） (1955年) フレイザー家
283. ストラスクライド男爵 (1955年) ガルブレイス家
284. クリザーロー男爵（英語版） (1955年) アシュトン家
285. マクネイア男爵（英語版） (1955年) マクネイア家
286. コリトン男爵（英語版） (1956年) ホプキンソン家
287. ヒーヴァーのアスター男爵 (1956年) アスター家
288. クリーヴのシンクレアー男爵（英語版） (1957) シンクレアー家
289. ブリッジズ男爵 (1957年) ブリッジズ家
290. ノリー男爵（英語版） (1957年) ノリー家
291. バーケット男爵 (1958年) バーケット家
292. ペザートンのハーディング男爵（英語版） (1958年) ハーディング家
293. プール男爵（英語版） (1958年) プール家
294. ルーツ男爵（英語版） (1959年) ルーツ家
295. ネザーホープ男爵（英語版） (1959年) ターナー家
296. クラットホーン男爵 (1959年) ダグデール家
297. スペンズ男爵（英語版） (1959年) スペンズ家（英語版）
298. マックアンドリュー男爵（英語版） (1959年) マックアンドリュー家
299. ストラフォードのネルソン男爵（英語版） (1960年) ネルソン家
300. グレンデールのホウィック男爵 (1960年) ベアリング家
301. アヨットのサンダーソン男爵 (1960年) サンダーソン家 (爵位一代放棄中)
302. コボールド男爵 (1960年) リットン＝コボルド家
303. オークリッジのロバートソン男爵（英語版） (1961年) ロバートソン家
304. ブロートンのマークス男爵 (1961年) マークス家
305. フェアヘイヴン男爵（英語版） (1961年) ブロートン家
306. セント・メロンズのレイトン男爵（英語版） (1962年) シーガー家
307. ブレイン男爵（英語版） (1962年) ブレイン家
308. オルディントン男爵（英語版） (1962年) ロウ家
309. インチャイラ男爵（英語版） (1962年) ミラー家
310. シルソー男爵（英語版） (1963年) エヴァ家
311. フリートのトムソン男爵 (1964年) トムソン家
312. マートンミア男爵（英語版） (1964年) ロビンソン家
313. シャーフィールド男爵（英語版） (1964年) マーキンズ家
314. イングルウッド男爵 (1964年) フレッチャー＝ヴェーン家
315. グレンデヴォン男爵（英語版） (1964年) ホープ家
316. ウェストバリーのグリムストン男爵 (1964年) グリムストン家
317. レンウィック男爵（英語版） (1964年) レンウィック家
318. セント・ヘレンズ男爵 (1964年) ヒューズ＝ヤング家
319. マーガデール男爵（英語版） (1965年) モリソン家（英語版）

### カナダにおけるフランス貴族
1. ロンゲール男爵（1700年）グラント家

### 子爵以上の貴族が持つ世襲男爵位
この一覧は未完成です。加筆、訂正して下さる協力者を求めています。

ヴィアー男爵(セント・オールバンズ公)、キャリクファーガス男爵(ケンブリッジ公)、グリニッジ男爵(エディンバラ公)、サドバリー男爵(グラフトン公)、アッシュのシーモア男爵(サマセット公)、ウォームレイトンのスペンサー男爵(マールバラ公)、チェルムスフォード男爵(チェルムスフォード子爵)、サンドリッジのチャーチル男爵(マールバラ公)、ギルスランドのデイカー男爵(カーライル伯)、トーボルトン卿(リッチモンド公)、ブラボーン男爵(ビルマのマウントバッテン伯爵)、バーモント男爵(ノーフォーク公)、バーリー男爵(エクセター侯)、グロソップのハワード男爵(ノーフォーク公)、フィッツアラン＝クラン＝オズワルデスタ男爵(ノーフォーク公)、ヘッディントン男爵(セント・オールバンズ公)、ホウランド男爵(ベッドフォード公)、マルトレイヴァース男爵(ノーフォーク公)、フリーランドのラスヴェン卿(カーライル伯)、ラッセル男爵(ベッドフォード公)、ビーヴァーのルース男爵(ラトランド公)

### かつて存在した世襲男爵位
この一覧は未完成です。加筆、訂正して下さる協力者を求めています。

アゼンリー男爵、アームストロング男爵、アンソン男爵、イスメイ男爵、エイドリアン男爵、ガードナー男爵、カーリングフォード男爵、グイディル男爵、グラッドウィン男爵、クレアモント男爵、ケインズ男爵、ケルヴィン男爵、サイゾンビー男爵、スードリーのシーモア男爵、ブラックミーアのストレンジ男爵、ノーマン男爵、バーデット＝クーツ男爵、ファーニヴァル男爵、ブレイニー男爵、ボルティモア男爵、マコーリー男爵、メルチェット男爵、ライエル男爵、リスター男爵、レイトン男爵、ローリー男爵、グリーンヒル男爵

## スペインの男爵

スペインの男爵の紋章上の冠

王室の称号プリンシペ（Príncipe）を除けば、スペイン貴族の階級には上からDuque（公爵）、Marqués（侯爵）、Conde（伯爵）、Vizconde（子爵）、 Barón（男爵）、Señor（領主）の6階級があり、男爵は第5位である。爵位の大半は伯爵以上であり、子爵以下は数が少ない。男爵位にはグランデの格式が伴う物と伴わない物がある。グランデの格式を伴う爵位保有者はExcelentísimo Señor （男性） Excelentísima Señora （女性）の敬称で呼ばれ、グランデの格式がない爵位保有者はIlustrísimo Señor （男性） Ilustrísima Señora（女性）の敬称で呼ばれる。
貴族称号は放棄が可能だが、他の継承資格者の権利を害することはできず、また直接の相続人以外から継承者を指名することはできない。貴族称号保持者が死去した場合、その相続人は1年以内に法務省に継承を請願する必要があり、もし2年以内に請願が行われなかった場合は受爵者が死亡した場所の州政府が政府広報で発表した後、他の承継人に継承の道が開かれる。爵位の継承には所定の料金がかかる。
歴史的にはスペインの前身であるカスティーリャ王国、アラゴン連合王国、ナバーラ王国にそれぞれ爵位貴族制度があり、17世紀のカスティーリャの貴族の爵位は公爵、侯爵、伯爵に限られ、この三爵位の次期候補者がまれに子爵を使っていた。1520年までカスティーリャの爵位貴族は35名しかいなかったが、フェリペ3世時代以降に爵位貴族が急増した。
1931年の革命で王位が廃されて第二共和政になった際に貴族制度が廃止されたことがあるが、1948年に総統フランシスコ・フランコが貴族制度を復活させ、国王による授爵と同じ規則のもとにフランコが授爵を行うようになった。王政復古後は再び国王が授爵を行っている。

### 現存する男爵位
スペイン貴族には現在169個の男爵位が存在し、うち2個がグランデの格式を有する。

## その他の国の男爵
ヨーロッパのその他の国はロシアを含めて、ほとんどがバロン系統の称号を男爵の爵位に用いているが、ドイツのみ男爵に相当する爵位はフライヘア （Freiherr）という。

## 男爵にちなんだ命名
男爵いも
ジャガイモの品種の一つ。高知県出身の男爵・川田龍吉が北海道上磯町（現・北斗市）でアイリッシュ・コブラーという品種の芋を試験栽培し、普及させたことに由来する。
バロネス・オルツィ
ハンガリー出身でイギリスで活躍した女性作家の筆名。父親がハンガリーの男爵だったことに由来する。
空気男爵
漫画家さいとう・たかをのデビュー作。
髭男爵
サンミュージック所属の漫才コンビ。
エロ男爵
俳優沢村一樹の愛称。本人は爵位が上位の"エロ公爵"か"エロ伯爵"を希望している。
URBANO BARONE（SOY03）
ソニー・エリクソン・モバイルコミュニケーションズ製au（KDDI／沖縄セルラー電話）向け携帯電話のひとつ。"都会的な男爵"という意味合いがこめられている。
暖爵
松下電器産業製のFF/FE式石油フラットラジアントヒーター。凍えた男爵がその場に倒れるCMが放映されたが、後に大規模リコールの対象となったことで「男爵が倒れた原因は実は一酸化炭素中毒だった」との噂が流れた。
床暖爵
東北電力グループの北日本電線の床暖房システム。松下電器の暖爵とは無関係。
バロン（フンベルト・フォン・ジッキンゲン、Humbert von Gikkingen）
『猫の恩返し』の登場キャラクター。「男爵」という設定で、身の丈30センチほどの、二足歩行で歩く猫の獣人。
ぼったくり男爵
国際オリンピック委員会会長トーマス・バッハを批判する呼び名。
上田バロン　
日本のイラストレーター。